# PrivatAir
 (septembre 2013).

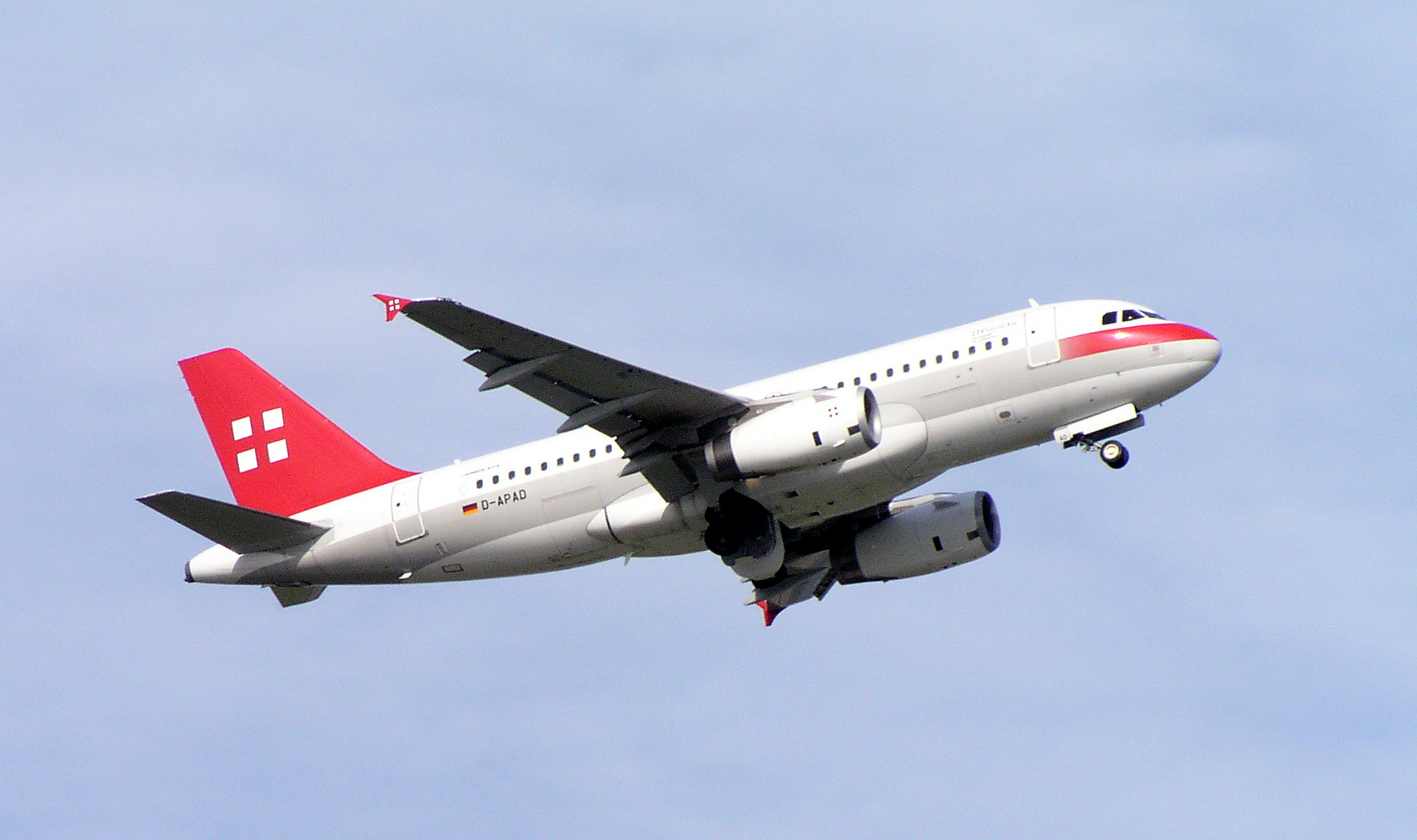
Airbus A319LR de PrivatAair avec 48 sièges affaires

PrivatAir est une ancienne compagnie aérienne d’affaires suisse basée à l'aéroport international de Genève, en Suisse. La compagnie opérait pour une clientèle formée d'hommes d'affaires et des célébrités.

## Historique
La compagnie aérienne fut créée en 1977 sous le nom de Petrolair pour effectuer les déplacements d'affaires du groupe Latsis. Elle reçut un certificat de transporteur aérien suisse en 1995, lui permettant ainsi d'effectuer des vols commerciaux.
En 2000, la compagnie reçoit trois Boeing 737 BBJ.
Le groupe PrivatAir a été formé en 2001 avec le rachat de la compagnie américaine Flight Services Group et de la française Transair. Il achève en février 2002 la construction d'un terminal d'affaires à l'aéroport international de Genève. La compagnie effectue à partir de juin 2002 des vols vers les États-Unis pour le compte de Lufthansa, pour KLM Royal Dutch Airlines de 2005 à 2011, Swiss International Air Lines de 2005 à 2012. D'octobre 2002 à avril 2008, PrivatAir effectue des vols quotidiens pour le compte d'Airbus pour le transport des employés entre les sites de Toulouse, Hambourg-Finkenwerder et aéroport de Filton (en).
En mai 2003, PrivatAir et Swissport créent ensemble la compagnie PrivatPort pour gérer l'aérogare d'affaires de Genève.
Silver Arrow Capital rachète 51 % du groupe en 2016.
ECAir était en 2016 le plus gros client de PrivatAir, en lui louant plusieurs appareils avec équipage. Ainsi, lorsque ECAir cesse ses activités à la suite de difficultés financières, PrivAtair se retrouve elle aussi avec des difficultés. Elle continue néanmoins ses activités, effectuant ainsi des vols pour Lufthansa, ou pour Saudia Private Aviation. La perte du certificat de transporteur aérien en octobre 2018 empêche de continuer les vols commerciaux. Le groupe annonce son dépôt de bilan le 5 décembre,.

## Flotte
Au mois d'octobre 2018, PrivatAir opérait les appareils suivants:
| Modèle      | Version            | Immatriculation | Notes                                                    |
| ----------- | ------------------ | --------------- | -------------------------------------------------------- |
| Airbus A319 | A319-112           | D-APTA          | Opéraient pour Saudia Private Aviation                   |
| Airbus A319 | A319-112           | D-ASPA          | Opéraient pour Saudia Private Aviation                   |
| Airbus A319 | A319-112           | D-ASPB          | Opéraient pour Saudia Private Aviation                   |
| Boeing 737  | B737-7CN (BBJ1)    | D-AWBB          |                                                          |
| Boeing 737  | B737-7AK (BBJ1)    | D-AWBC          |                                                          |
| Boeing 737  | B737-752(Winglets) | HB-JJH          | Opérait pour ECAIR - Equatorial Congo Airlines Entreposé |
| Boeing 757  | B757-204 (ET)      | HB-JJE          | Opérait pour ECAIR - Equatorial Congo Airlines Entreposé |

Elle avait également en commande :
- 1 Boeing 737-700 destiné à ECAIR - Equatorial Congo Airlines
- 2  Boeing 787-8
- 5 Bombardier CS 100 plus 5 options